# Arantza Ibarra
Arantza Ibarra Basáñez (Guernica y Luno, Vizcaya, 28 de septiembre de 1975) es una ilustradora, creadora, publicista, lectora y escritora de cuentos, músico y guionista y directora de cine que vive en la localidad costera vizcaína de Ondárroa.

## Educación y estudios
Cursó estudios infantiles y primarios en la ikastola de Ondárroa y de bachillerato en San Sebastián.
Además, obtuvo educación musical a base de solfeo, piano y de clases de armonía. Más adelante comenzó a recibir clases de batería.
En Madrid a punto estuvo de cursar "Ingeniería Aeroespacial" pero optó de manera definitiva por estudiar en la Universidad de Deusto de Bilbao "Ingeniería informática", sintiéndose a su vez más cerca de casa. Una vez ahí, comenzó a recibir clases de "Informática musical" y de "Edición" con la mirada puesta en el mundo de la televisión.
Al ver que no era lo esperado comenzó la diplomatura de "Arte visual y comunicación" abriéndole las puertas de temas que deseaba explorar como el diseño gráfico, la multimedia, vídeo, los guiones y la publicidad y por ende, el mundo del creativo.
Los dibujos animados también tuvieron su hueco en la educación de la ondarresa de los cuales aprendió en un cursillo. A estos se le adhieren cursos de "Psilicon Graphics" con la tecnología 3D como eje.

## Trabajos como creativa
- "Europa azul": diseño y maquetación de la revista.
- "BSB publicidad": directora de arte.
- "Directa&mente": agencia de marketing.
- "Nemonica": diseñadora gráfica.
- "Bilbao Exhibition Centre": stands y escenarios.

## Escritora, directora y cantante
Compaginando trabajo y afán literario, salió el libro infantil "Basotxo", con la editorial "Erein". Más tarde otro título infantil: "Saiku detektibea", con la editorial "Desclée de Brouwer".
Estando en la agencia "BSB Publicidad", empezó a escribir el guion de su primera película e incluso a preparar un musical.
Deseaba probar el mundo del cine y de la música pero no tuvo oportunidad alguna. Muchos de los proyectos de Arantza se quedaron por el camino: un musical sin productor, un trabajo de animación, el guion para una película de gente adulta, canciones de estilo jazz y soul,... Pero al final, del mundo del cine, le llegó la tan ansiada ocasión: a la productora "Alokatu" le gustó el guion escrito por Arantza y le dio la oportunidad de dirigir su película. Alfonso Arandia le ofreció su ayuda y en 2009 salió a la luz "Zigortzaileak" ("Los castigadores").
En 2020 se estrenó el cortometraje documental Mi pequeño gran samurái, sobre la historia del adolescente activista trans Ekai Lersundi y sus padres, y su posterior suicidio.

## Zigortzaileak (euskera) / Los Castigadores (español) / The Retaliator (inglés)
Tuvieron un pase de la película en el Festival Internacional de Cine de San Sebastián de 2010 y otro tanto en el "Festival de cine de Gijón" y en el "Festival de cine Mujeres en Dirección", de Cuenca.
El estreno oficial en los cines tuvo lugar el 5 de enero de 2011.
En enero de 2011 la película "Zigortzaileak" estuvo presente en el 4º Festival del Cine de Bangladés. Además, el 19 de febrero, se estrenó en el Festival de Cine de Praga.
En septiembre de 2011, la película competirá en el festival de cine de Buenos Aires bajo el nombre "Los Castigadores" y con el mismo título y en el mencionado mes se estrenará dicha versión en castellano en toda España.
Como curiosidad, cabe hacer mención de que además de escribir el guion de la película y de dirigirla, Arantza ha compuesto las canciones de la banda sonora.

## Televisión
Desde enero de 2015 trabaja como colaboradora en el programa de ETB1 "Azpimarra" realizando labores de crítico de cine.
En 2017 comienza también como colaboradora en el canal de habla vasca Xaloa, cadena de televisión navarra, con el papel de crítico de cine. Siguiendo con la misma cadena de televisión, en 2018 abre una nueva etapa con un programa de sátira y humor llamado Sudurgorri.

## Otros proyectos
En verano de 2018 preparó un documental en Viana sobre el proceso de los 4 gigantes locales. Dichos gigantes lo presentaron en la mencionada localidad bajo el nombre "Los 4 Gigantes".

## Libros publicados
- Basotxo eta Zuhaitzak - Erein, 2006[11]
- Basotxo eta Kirolak - Erein, 2006[12]
- Saiku detektibea gozoki lapurraren bila - Desclée de Brouwer, 2007[13]
- Basotxo eta animali handiak - Erein, 2008[14]
- Basotxo eta dantzak - Erein, 2008[15]
- Telina banpiruaren etxean - Desclée de Brouwer, 2010[16]
- Zer gertatzen zaio eguzkiari? - Erein, 2011[17]
- Lehen amodioa - Hiria, 2012[18]
- Los castigadores - Seleer, 2012[19]
- Mobilak - Beta III Milenio Ediciones SL, 2016[20]

## Filmografía
- "Zigortzaileak" (versión en euskera), "Los castigadores" (versión en español) - Alokatu, 2011[21]
- Directora, guionista, letra de las canciones y compositora de la música y voz de la canción "Festa".
- "La ama" (Thriller) - En periodo de rodaje - 2014. Directora y guionista.
- "June" (Corto) - 2018.[22] Directora y guionista.
- Mi pequeño gran samurái - 2020